# Stefánia út
A Stefánia út Budapest XIV. kerületének egyik főútvonala. Az Ajtósi Dürer sor és a Hungária körút között húzódik. Nevét Stefánia hercegnőről (1864–1945), Rudolf trónörökös feleségéről kapta 1888-ban.

## Története
1873-ban Budapest létrejöttekor a VII. kerület része volt az út területe. 1879-ben jött létre a Corso út a Hősök tere és az István út (mai Ajtósi Dürer sor) között. 1888-től lett Stefánia út a neve a Hősök tere és az Egressy út közötti résznek. Nevét Stefánia hercegnőről (1864–1945), Rudolf trónörökös feleségéről kapta. 1893-ban az Egressy út és a Hungária körút közötti Víztorony utcát is hozzácsatolták. A Stefánia út és Egressy út sarkán állt az 1880-ban épített és 1950-ben lebontott víztorony, amely a környéket ellátta vízzel.
1895-ban itt nyílt meg a Park-Club – a mai Stefánia Palota – a fő- és középnemesség közös szórakozására. 1899-ben készült el a Magyar Állami Földtani Intézet új szecessziós épülete.
1918–19-ben Árpád útnak hívták, majd visszakapta nevét. 1935. június 15-én az újonnan létrehozott XIV. kerület része lett.
A második világháború után, 1946-ban Vorosilov út lett a neve Vorosilov marsall (1881–1969) után. 1953. augusztus 20-án adták át hivatalosan a Népstadiont, amely 1961-ben az út új névadója lett.
1982. február 12-én került sor a Budapest Sportcsarnok hivatalos átadására. 1987-ben az út Hősök tere és Ajtósi Dürer sor közötti városligeti szakaszát Olof Palme sétányra nevezték át Olof Palme (1927–1986) svéd politikus után.
1990-ben visszakapta eredeti nevét és Stefánia út lett újra. 1999. december 15-én leégett a Budapest Sportcsarnok. 2003. március 13-án adták át helyén az új sportcsarnokot akkori nevén a Budapest Sportarénát, amely 2004. május 28. óta viseli Papp László (1926–2003) háromszoros magyar olimpiai bajnok ökölvívó nevét.
2019. november 15-én került sor az új Puskás Aréna átadására a Magyarország – Uruguay labdarúgó-mérkőzéssel, amely 2–1-es uruguayi győzelemmel ért véget.

### Híres lakói
- Bajor Gizi (1893–1951) Kossuth-díjas színésznő (71.)
- Botka Imre (1906–1974) gépészmérnök, konstruktőr (29.)
- Friedmann Ignác (1882–?) ügyvéd, kormányfőtanácsos (22.)
- Hajnal Anna (1907–1977) József Attila-díjas költő (61.)
- Hallama Erzsébet (1937–1991) József Attila-díjas író, újságíró (55.)
- Keszi Imre (1910–1974) író, kritikus, zenetudós, műfordító (61.)
- Kisfaludi Strobl Zsigmond (1884–1975) Kossuth-díjas szobrász (20.)
- Krausz Simon (1876–1938) bankigazgató (26.)
- Ligeti Miklós (1871–1944) szobrász (20.)
- Török Bódog (1923–2012) kézilabdázó, edző (15.)
- Törzs Jenő (1887–1946) színművész (71.)
- Zala György (1858–1937) szobrász (111.)

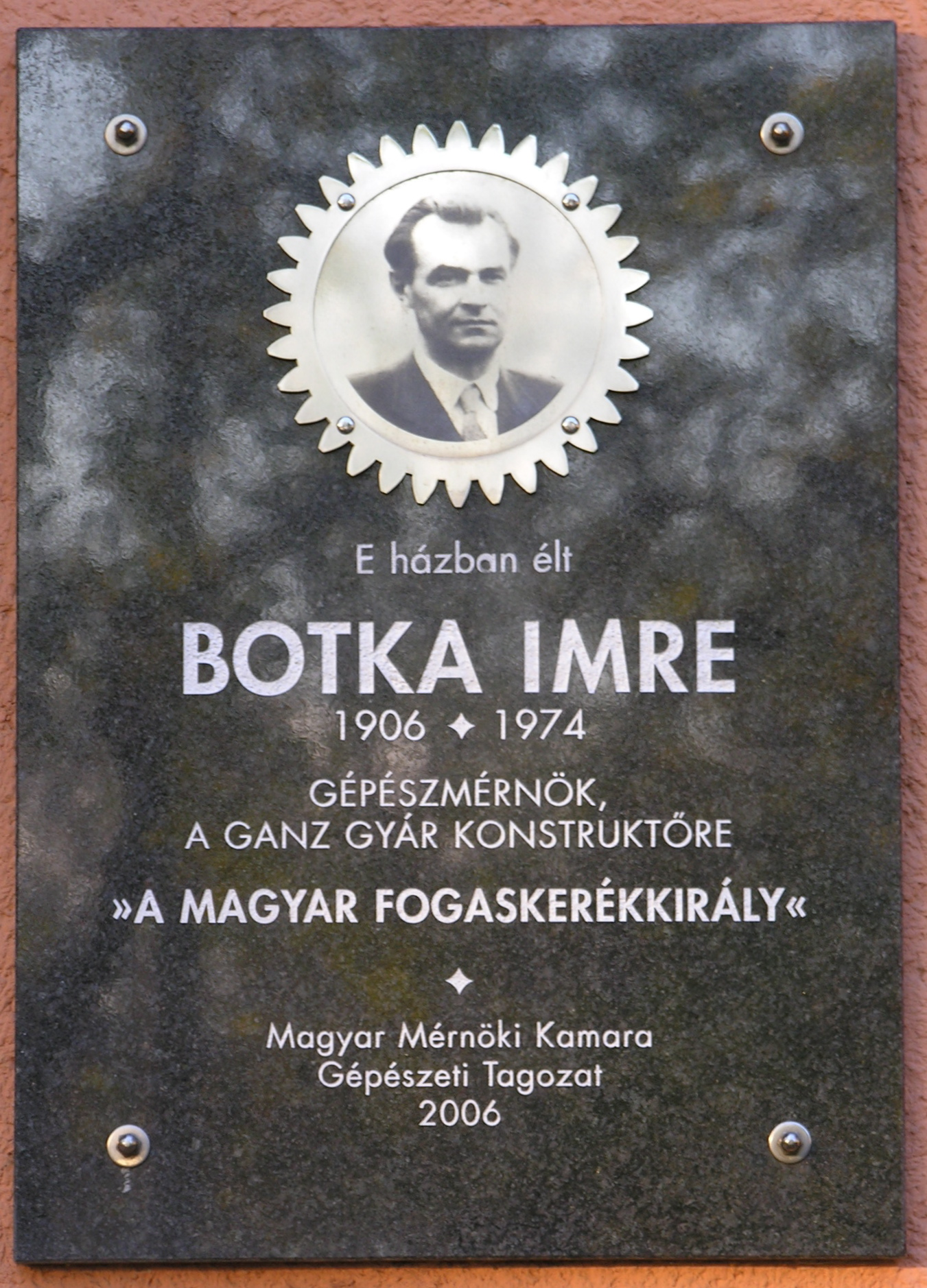
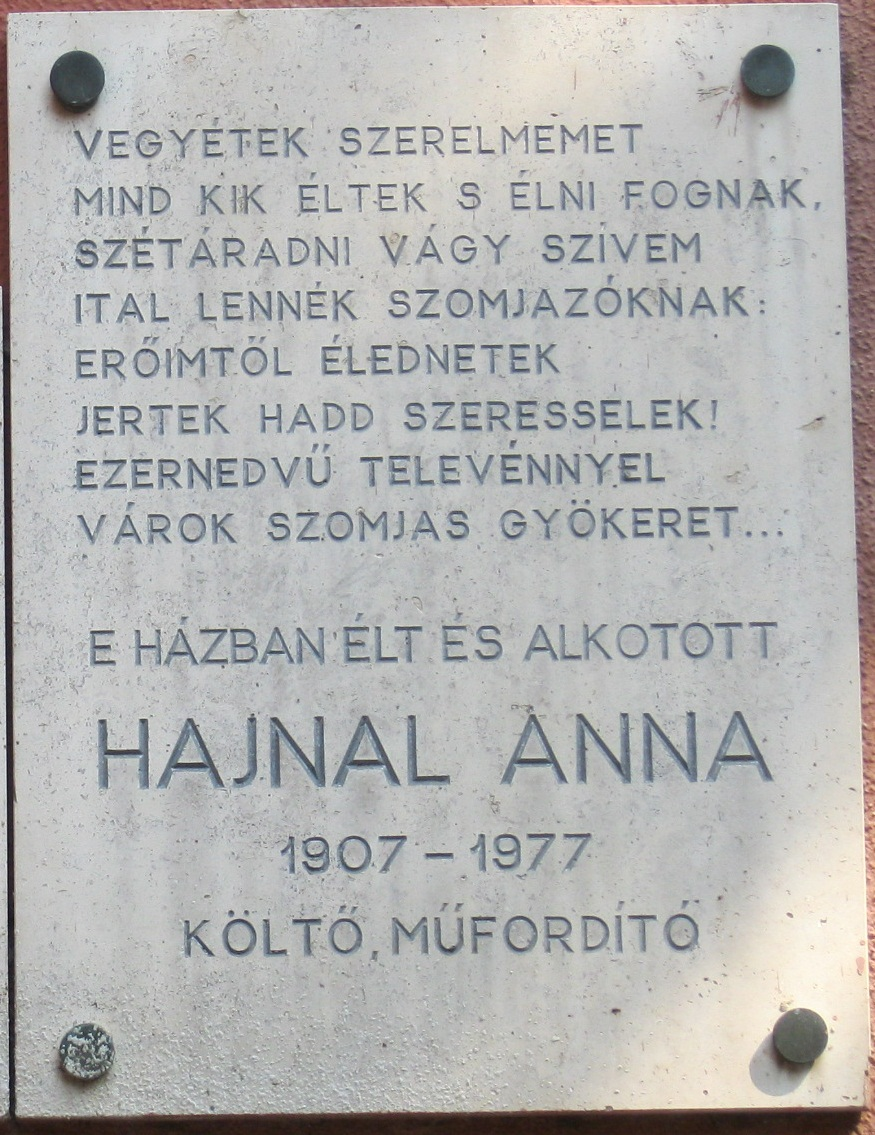
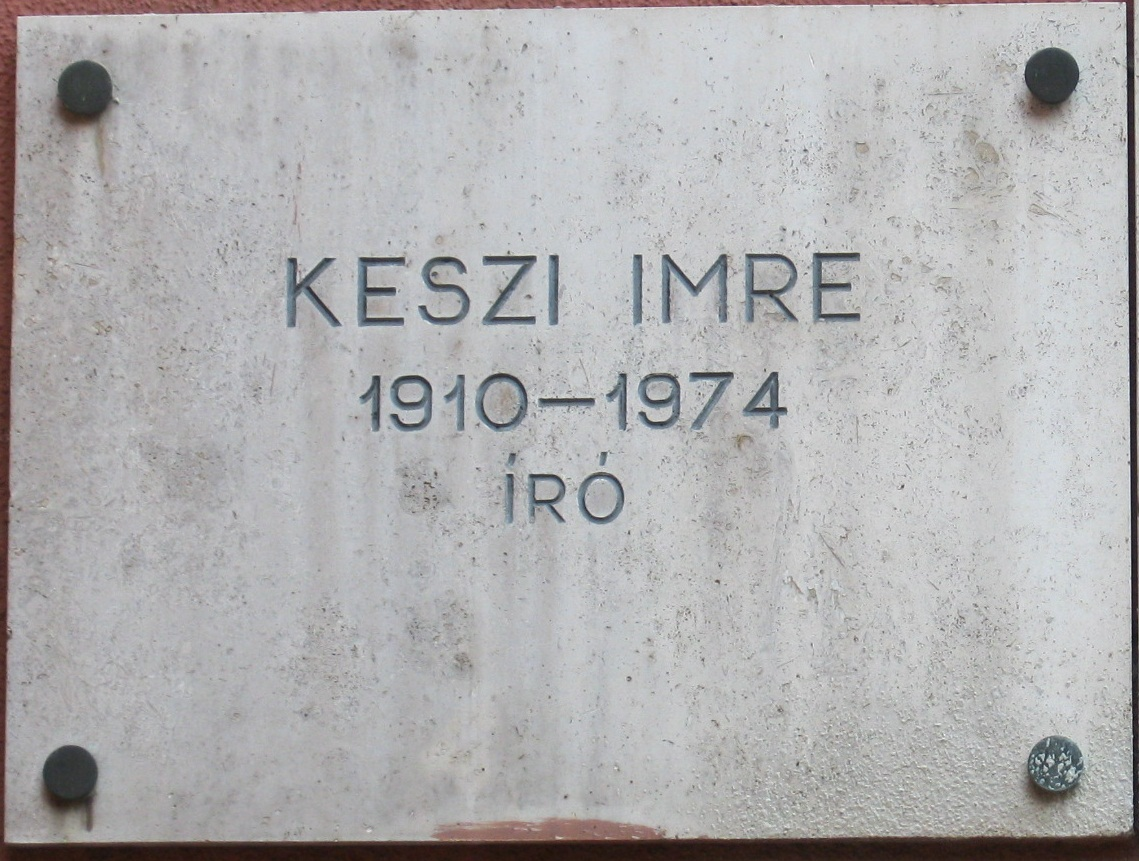
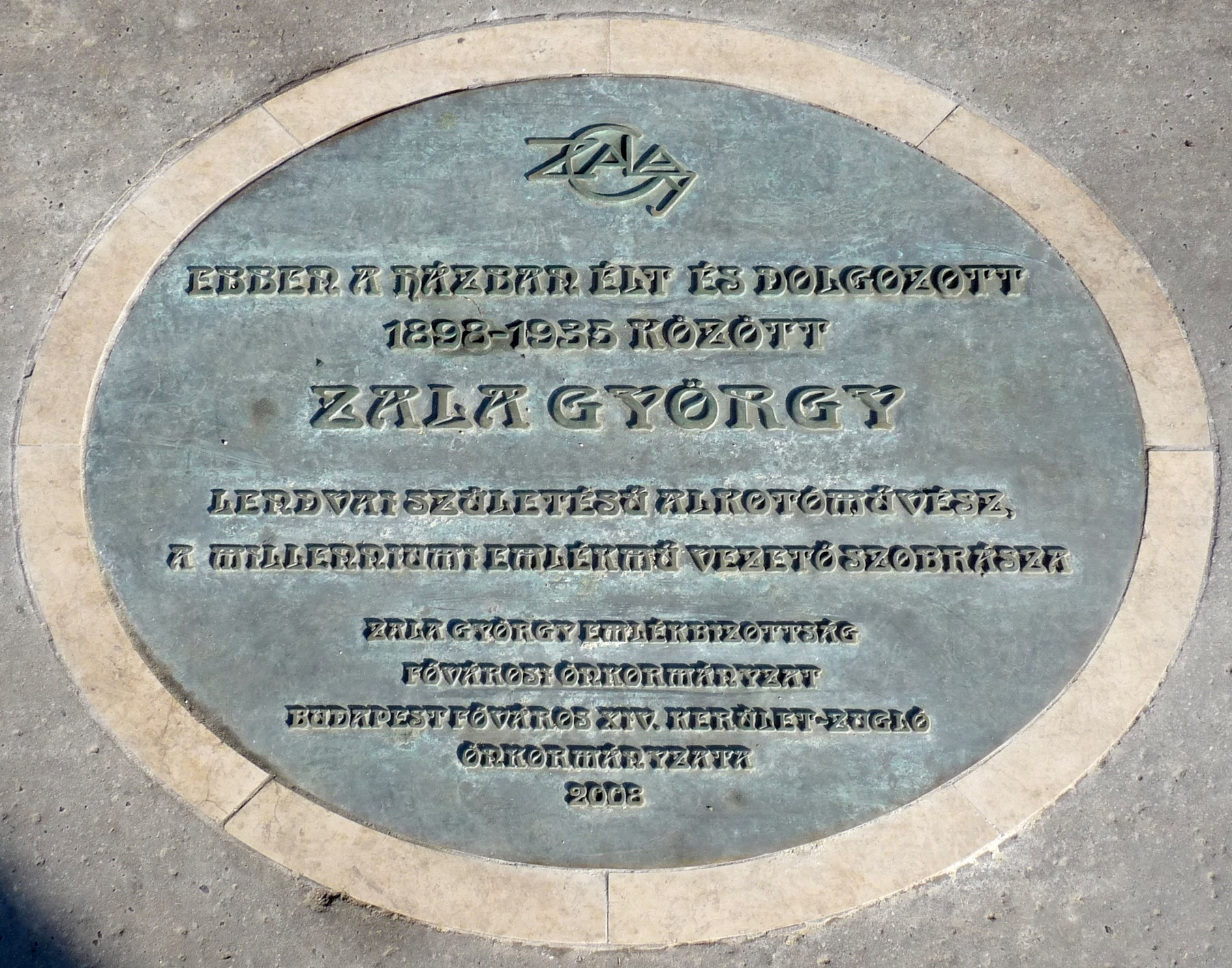

## A művészetben
A régi mániám […végighajtani a Stefánián] Lajtai Lajos, Békeffi István és Szenes Iván szerzeménye. Ez a dal is szerepelt a Három tavasz című operettben, amelyben Lajtai újra feldolgozta megelőző műveinek legsikeresebb számait. A dalt előadta többek közt Feleki Kamill, Baksay Árpád, Rátonyi Róbert, Csákányi László, Paudits Béla és Szolnoki Tibor.

## Épületei

### Páratlan oldal
57. – Orsolyita Nővérek iskolája és zárdája
Korábban itt működött az Orsolyita Nővérek iskolája és zárdája.
65. – Villa
Az 1920-as években épült villa első tulajdonosa Löwy Henrik volt. Az 1990-es években a Lengyel Nagykövetség épülete volt.
71. – Egykori szanatórium
Az egykori Stefánia út szanatórium, ami 1922-ben Bergl Sándor tervei alapján épült. Az 1920-as évek végétől itt élt Törzs Jenő színész.
77. – Villa
Az 1910 körül épült villa feltehetően Katona Lajos bankár építette.
83–85. – XIV. Kerületi Rendőrkapitányság
87. – Villa
Az 1910-es években épült villa Paul Pál gyárigazgató részére épülhetett.
95. – Olasz Köztársaság Nagykövetsége
1907-ben épült Pártos Gyula tervei alapján és Haggenmacher Árpád családi villája volt. Napjainkban Olaszország nagykövetsége működik az épületben.
97. – Irán Iszlám Köztársaság Nagykövetsége
1926-ban épült Vajda Andor és Vajda Pál tervei alapján Singer Ernő megbízásából. 1947. március 9-én az épületben nyílt meg a Horváth Árpád Színészkollégium. Napjainkban Irán nagykövetsége működik az épületben.
105. – Családi ház
1922-ben épült Rákosi Pál és Káldossy Lajos tervei alapján a Robitsek (Robitschek) család számára.
107. – Svájc Nagykövetsége
Feltehetően Kálmán Henrik a Magyar Kereskedelmi Bank vezérigazgatója számára épült a villa. Napjainkban Svájc nagykövetsége működik az épületben.
111. – Zala-villa / Líbia Nagykövetsége
1899 és 1901 között épült Bálint Zoltán és Jámbor Lajos tervei alapján Zala György szobrász részére. A bejárat feletti szoborcsoportot Zala György készítette kerámiából. Az épület eredeti berendezése Toroczkai Wigand Ede tervei alapján készült, de a második világháborúban Budapest ostromakor elpusztult.Napjainkban Líbia nagykövetsége működik az épületben.

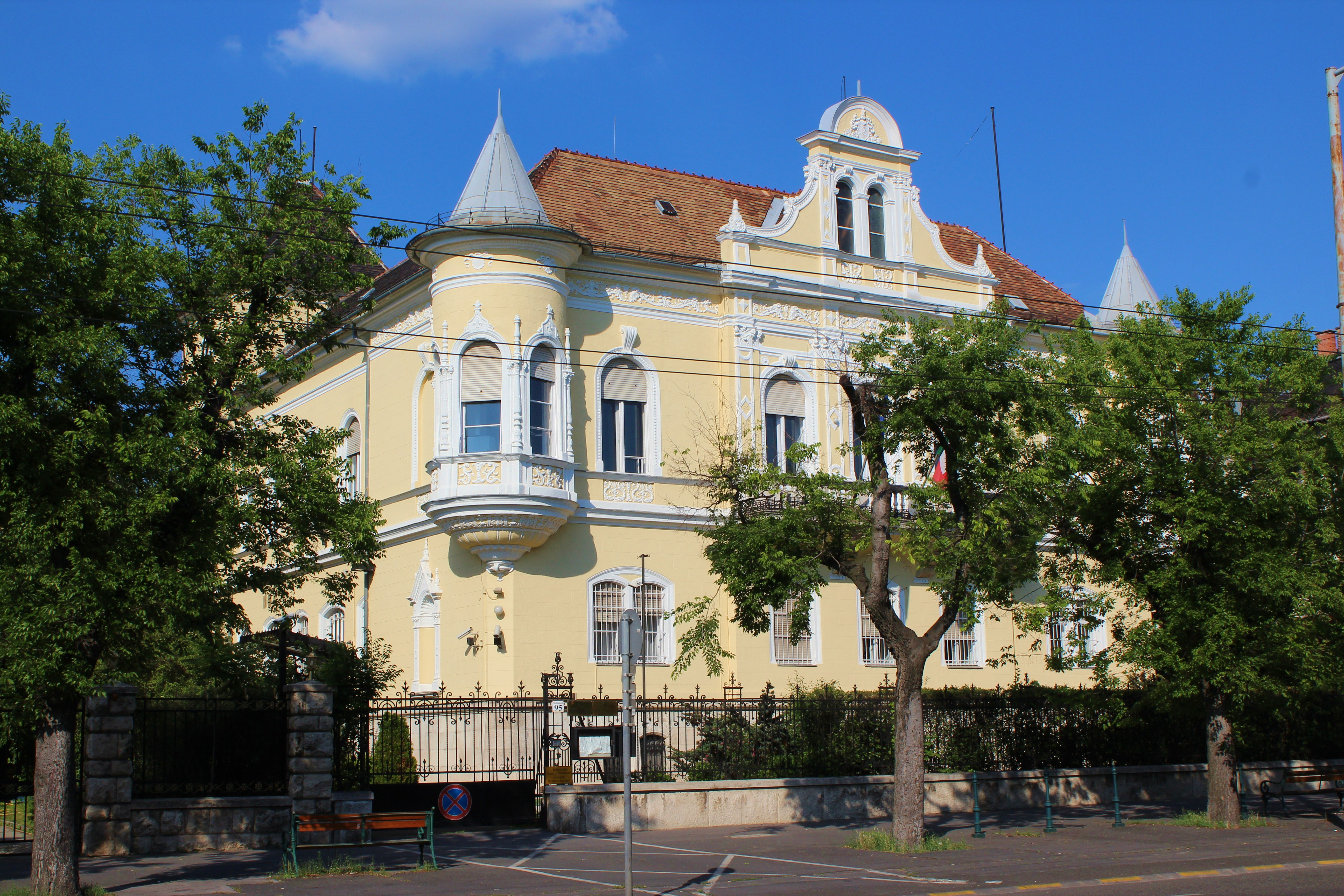
Olaszország Nagykövetsége (Stefánia út 95.)
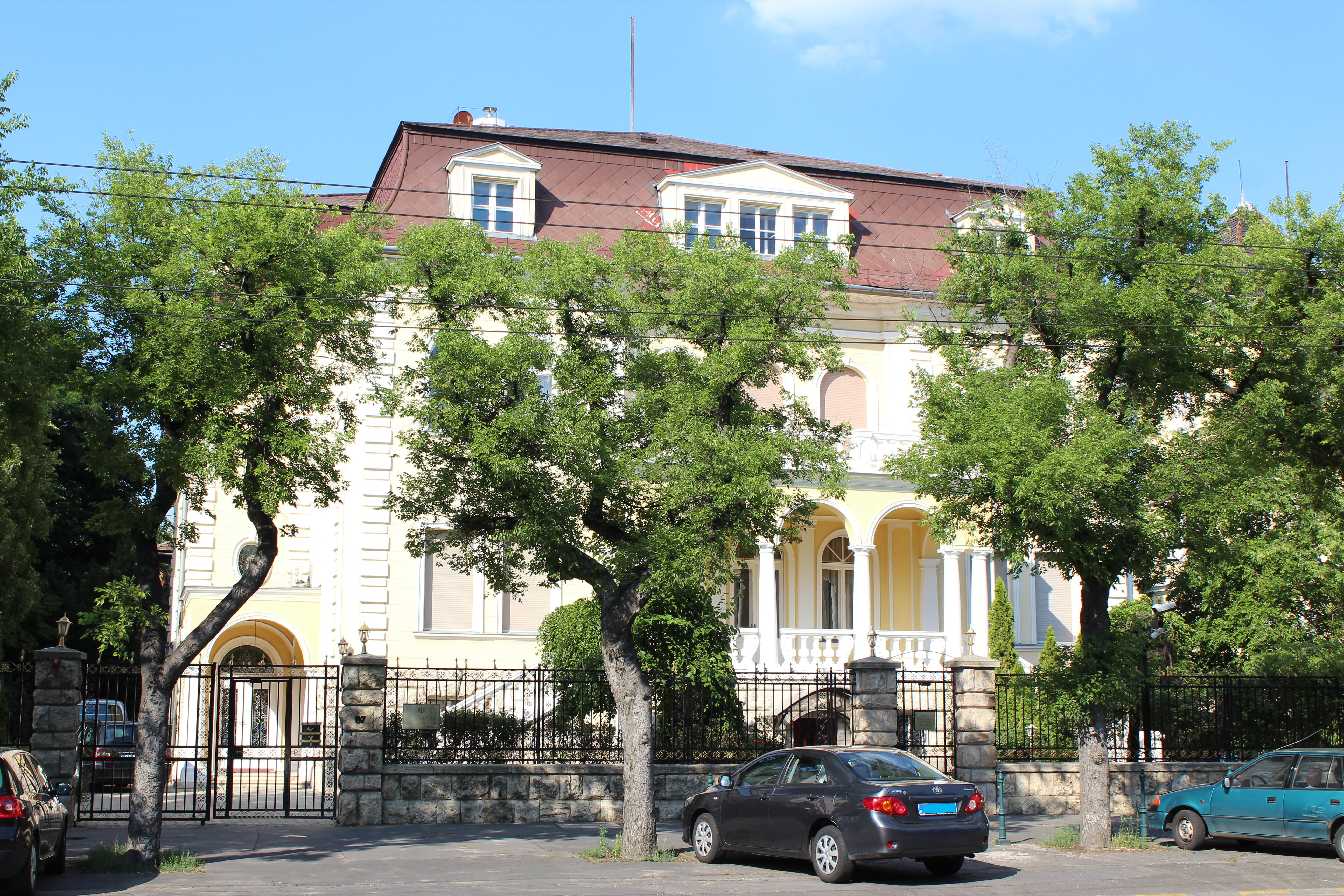
Irán Nagykövetsége (Stefánia út 97.)
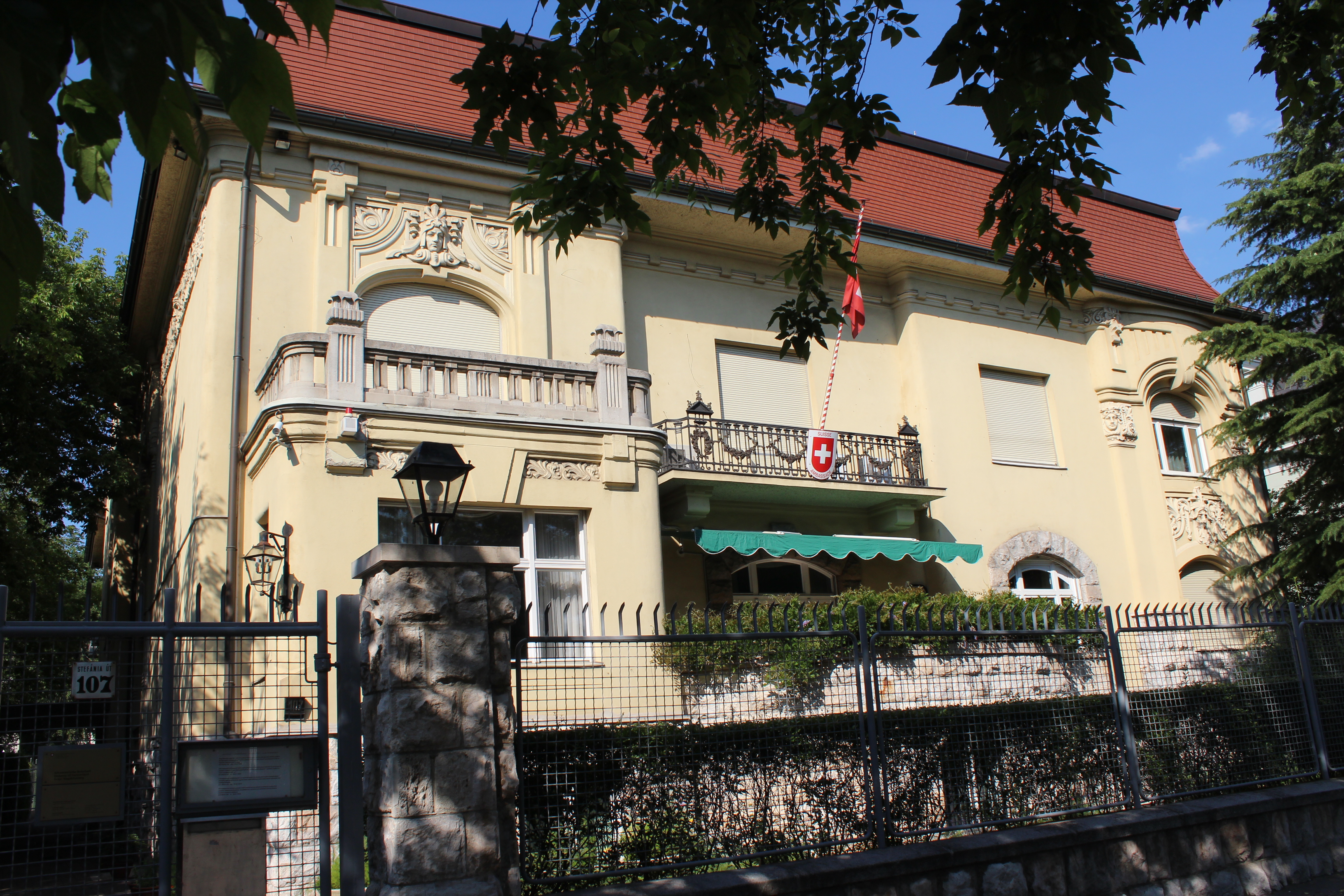
Svájc Nagykövetsége (Stefánia út 107.)
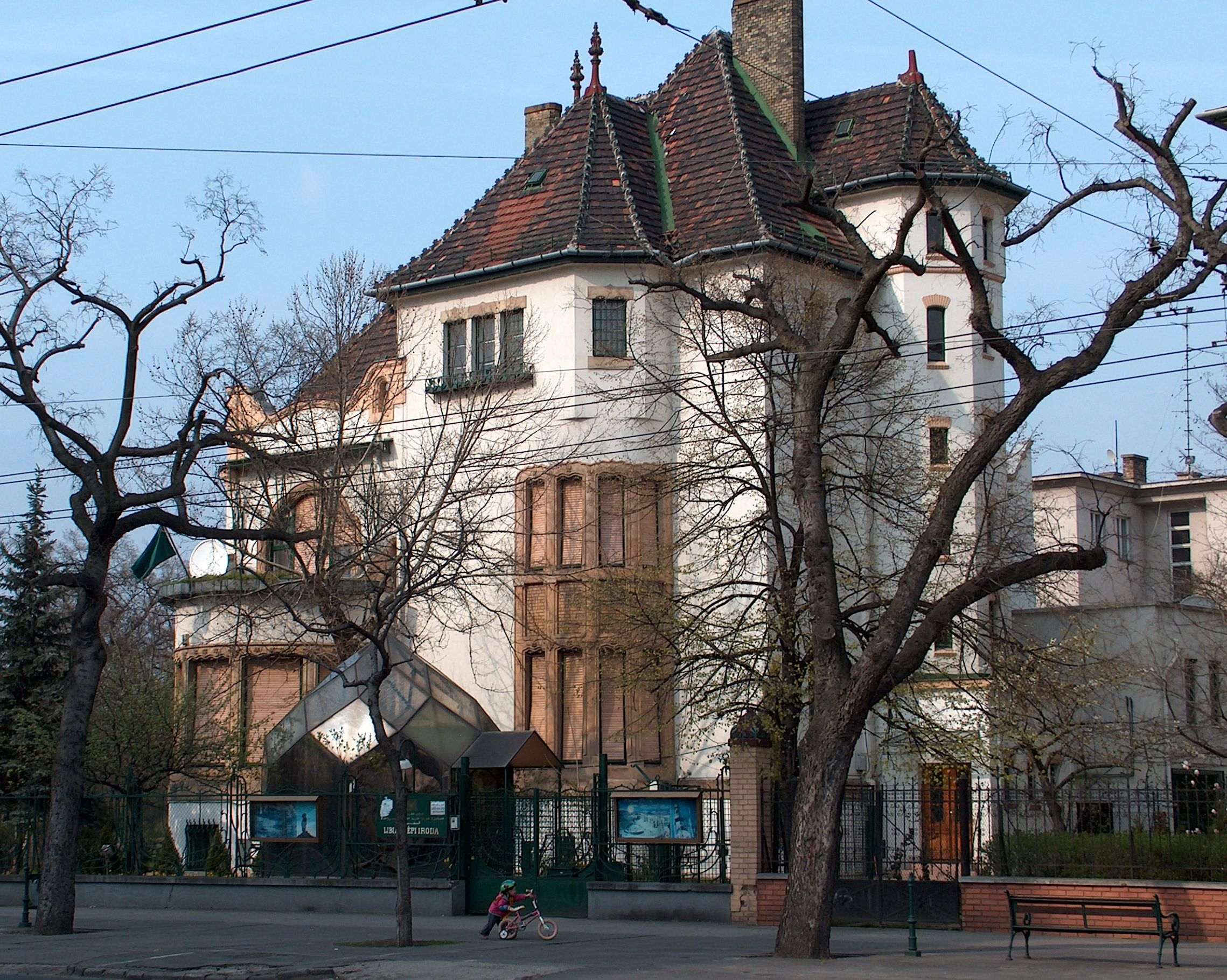
Líbia Nagykövetsége, korábban Zala-villa (Stefánia út 111.)
Líbia Nagykövetsége, korábban Zala-villa (Stefánia út 111.)

### Páros oldal
2. – Papp László Budapest Sportaréna
A Magyar Posta lóállomása működött ezen a területen, majd a gépjárművek elterjedésével raktározásra használták a felszabaduló épületek egy részét. 1977. decemberben kezdődtek meg a szanálási munkák. 1978. március elsején kezdődött az új sportcsarnok építése. 1982. február 12-én került sor a Budapest Sportcsarnok hivatalos átadására. Számos nemzetközi sportversenynek és zenei koncertnek adott otthon a sportcsarnok. Az utolsó koncert 1999. december 12-én a Generál együttesé volt. Három nap múlva, december 15-én hajnali 5 óra 7 perckor a Fővárosi Tűzoltó-parancsnokság hírközpontja négy gépjármű fecskendő, egy magasból mentő és a Tűzoltási Csoport riasztását rendelte el, mivel tüzet jeleztek a sportcsarnokból. Az intenzív tűzre utaló további jelzések miatt, a hírközpont a III-as fokozatnak megfelelően további hat gépjárművet riasztott, összesen mintegy ötven tűzoltóval. A tüzet a küzdőtéren rendezett karácsonyi vásárban égve felejtett gyertya okozta. A lángokat a tűzoltók több órás küzdelemben tudták megfékezni. Az épület szerkezete a tűz során olyan sérüléseket szenvedett el, hogy az újjáépítés nem volt lehetséges. A Budapest Sportcsarnok helyén 2003. március 13-án adták át akkori nevén a Budapest Sportarénát, amely 2004. május 28. óta viseli Papp László (1926–2003) háromszoros magyar olimpiai bajnok ökölvívó, edző és sportvezető nevét.
6–12. – Puskás Aréna
1948. július 13-án kezdődött a stadion építése a régi lóversenypálya helyén. Az építményt 90%-ban előre gyártott elemekből tervezték, építésze Dávid Károly, statikusa Gilyén Jenő volt. A Népstadion megnyitójára 1953. augusztus 20-án került sor, hivatalosan 78 ezer fős lelátóval. A tervezett százezres tribün végül sosem valósult meg. Az 1990-es években az építmény felújítása során megerősítették a felső lelátó szerkezetét, s lefedték a sajtópáholyt. A létesítményt 2002. április 2-án nevezték át  Puskás Ferenc Stadionra. 2016 februárjában kezdték lebontani a régi stadiont, s augusztus 24-én már csak a főépület állt. 2019. november 15-én került sor az új Puskás Aréna átadására a Magyarország – Uruguay labdarúgó-mérkőzéssel, amely 2–1-es uruguayi győzelemmel zárult.
14. – Magyar Állami Földtani Intézet
1898–99-ben épült Lechner Ödön tervei alapján, Hauszmann Sándor irányításával az 1869-ban alakult Magyar Királyi Földtani Intézet számára. Az építkezéshez a kormányon és a fővároson kívül Semsey Andor járult hozzá jelentős adománnyal.
20. – Ligeti-műterem és villa
1905–06-ban épült Bálint Zoltán és Jámbor Lajos tervei alapján Ligeti Miklós (1871–1944) szobrász részére. A második világháborút követően Kisfaludi Strobl Zsigmond (1884–1975) szobrászművész használta a műtermet haláláig. Ezt követően hosszú évtizedeken keresztül lakóépületként funkcionált és több átalakítás történt rajta, melyek rontottak az épület eredeti egységes jellegén. A 2010-es évek végén történt felújításakor egy jelentősen leromlott állapotú épületet kellett megújítani. A 2020-tól alapítványi székházként működő épület az ICOMOS nemzetközi műemlékvédelmi szervezet legjobban sikerült műemléki helyreállításáért járó egyik díját nyerte a 2020-as műemléki világnapon. A felújítás során sikeresen őrizték meg ház eredeti karakterét a bővítéssel együtt. A főhomlokzat, a tető formája, az egykori műteremablak és a tetőterasz rekonstrukciójával megőrizték az épület eredeti hangulatát.
22–24. – Szlovák Köztársaság Nagykövetsége
A 22. szám alatti villa az 1910-es évek végén épült feltehetően Friedmann Ignác (1882–?) ügyvéd számára. A szomszéd 24. számú ház építtetője Székely Ignác gépkereskedő lehetett. 1948 márciusa és 1992 decembere között a csehszlovák nagykövetség működött a két épületben. Napjainkban Szlovákia nagykövetsége található az épületben.
26 – Villa
Az 1900-as évek elején épült villa feltehetően Hevesi Ödön bánya-vezérigazgató részére. Az 1920-as években Krausz Simon (1876–1938) bankár teljesen átépítette.
30 – Ybl Pince Klub (Thököly út 67.)
A Thököly út sarkán található épület az 1910-es évektől Paizs Gyula (1855–1937) országgyűlési képviselő tulajdonában volt. A második világháború után az Ybl Miklós Építőipari Műszaki Főiskola (napjainkban: Szent István Egyetem) tanszékei használják. Itt működik az Ybl Pince Klub is.
34–36. Stefánia Palota
1893 és 1895 között Meinig Artúr  tervei alapján épült úri kaszinó. Park-Club néven 1895-ben báró Atzél Béla (1850–1900) alapította a fő- és középnemesség közös szórakozására. 1910-ben a klub kizárólag a mágnások találkozóhelye volt. A második világháború alatt megszűnt. 1947 óta a Magyar Honvédség (illetve a Magyar Néphadsereg) tulajdonában áll a szomszédos Honvéd Kulturális Központtal, amivel Stefánia Palota és Honvéd Kulturális Központ néven egyetlen intézményt alkotnak. 1993 óta viseli mai nevét. 2011-ben Magyarország uniós elnöksége idején fontos Európai Uniós tanácskozásnak a helyszíne volt.

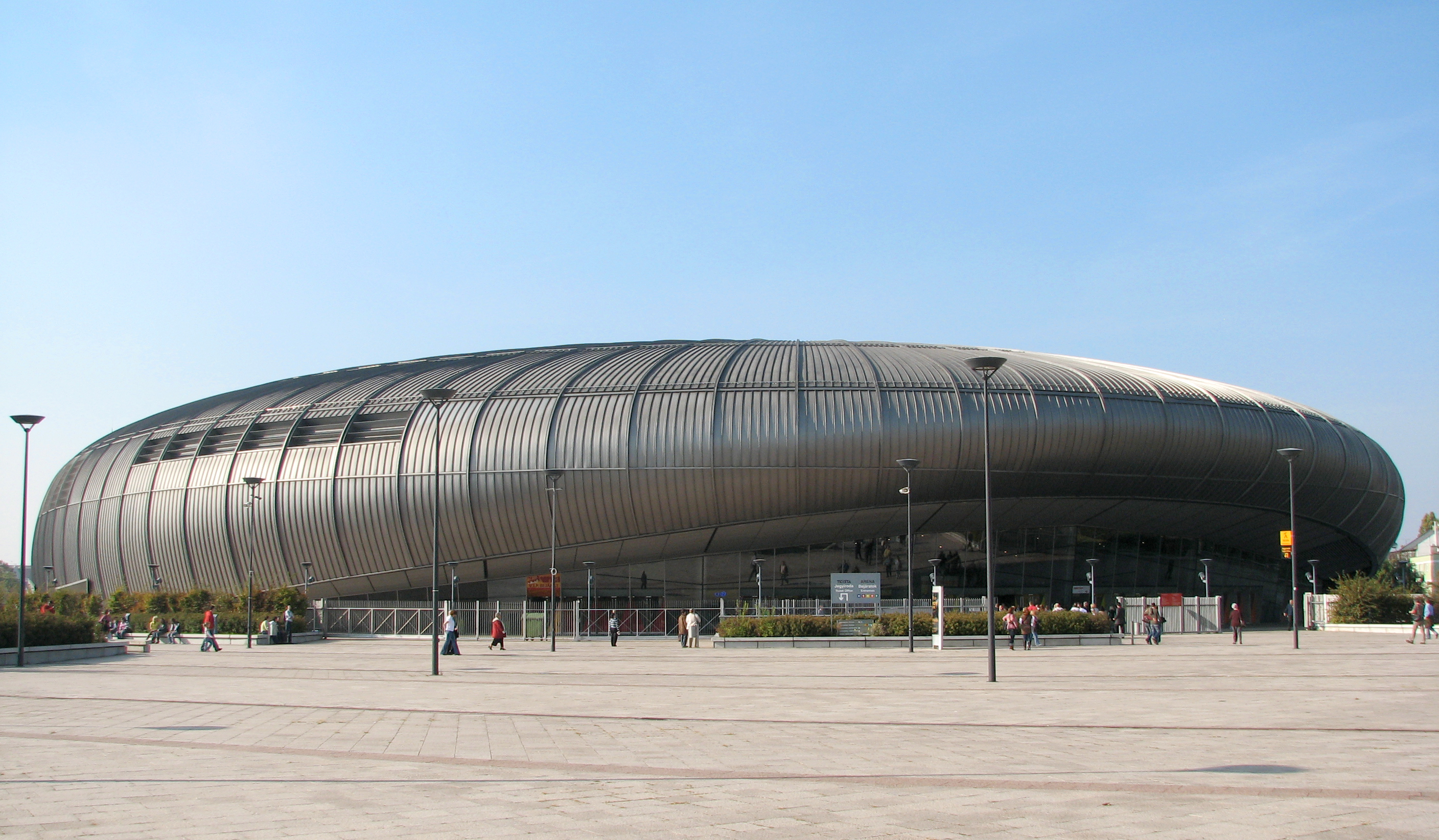
Papp László Budapest Sportaréna (Stefánia út 2.)
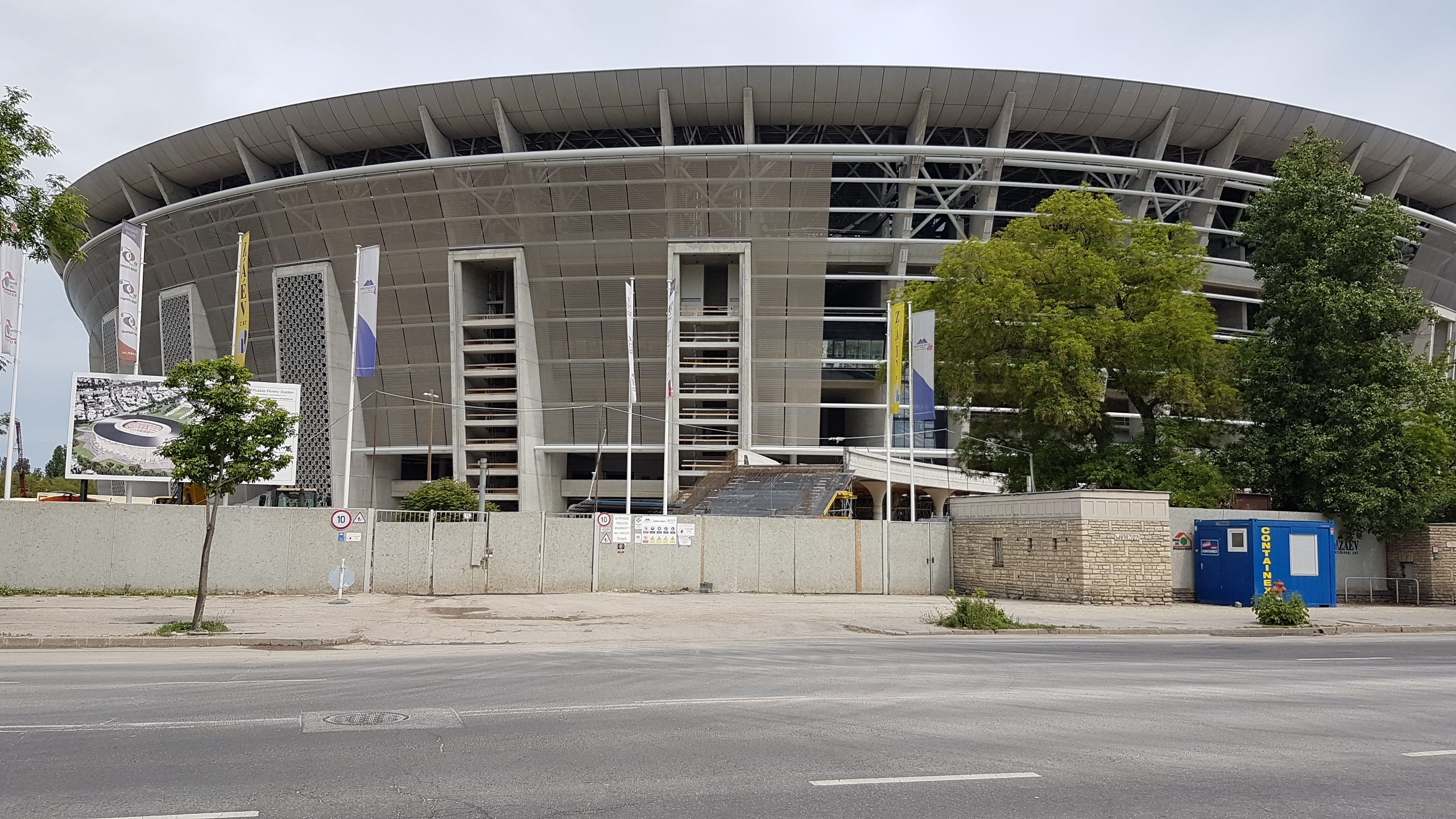
Puskás Aréna (Stefánia út 6–12.)
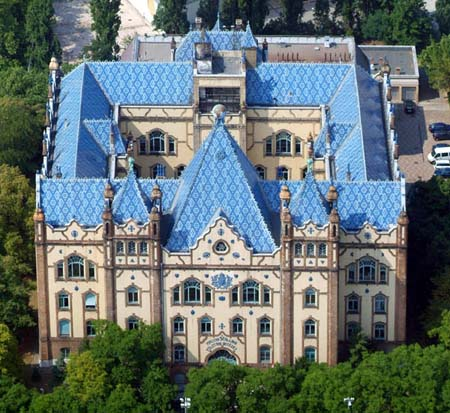
Magyar Állami Földtani Intézet (Stefánia út 14.)
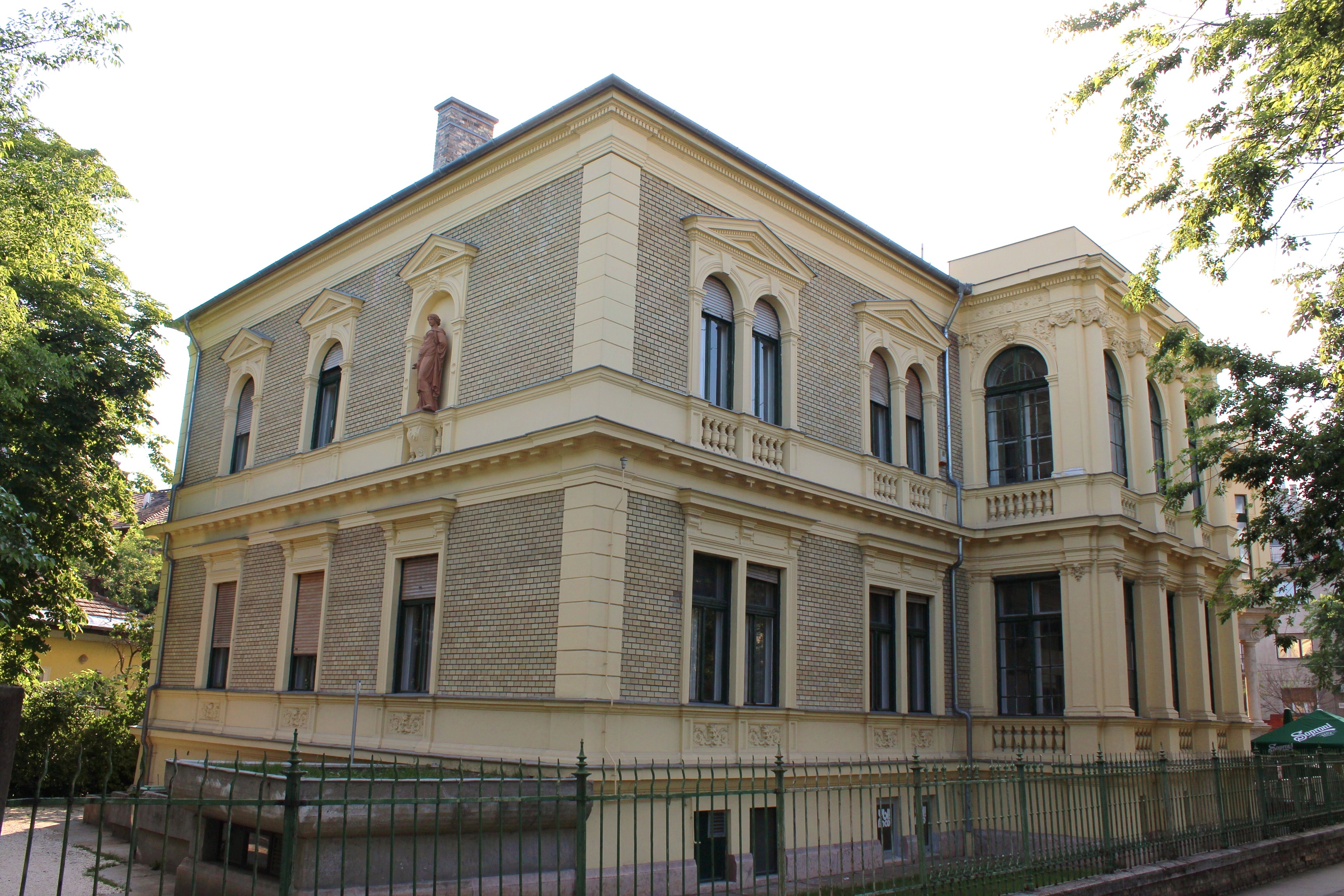
Ybl Pince Club (Stefánia út 30.)
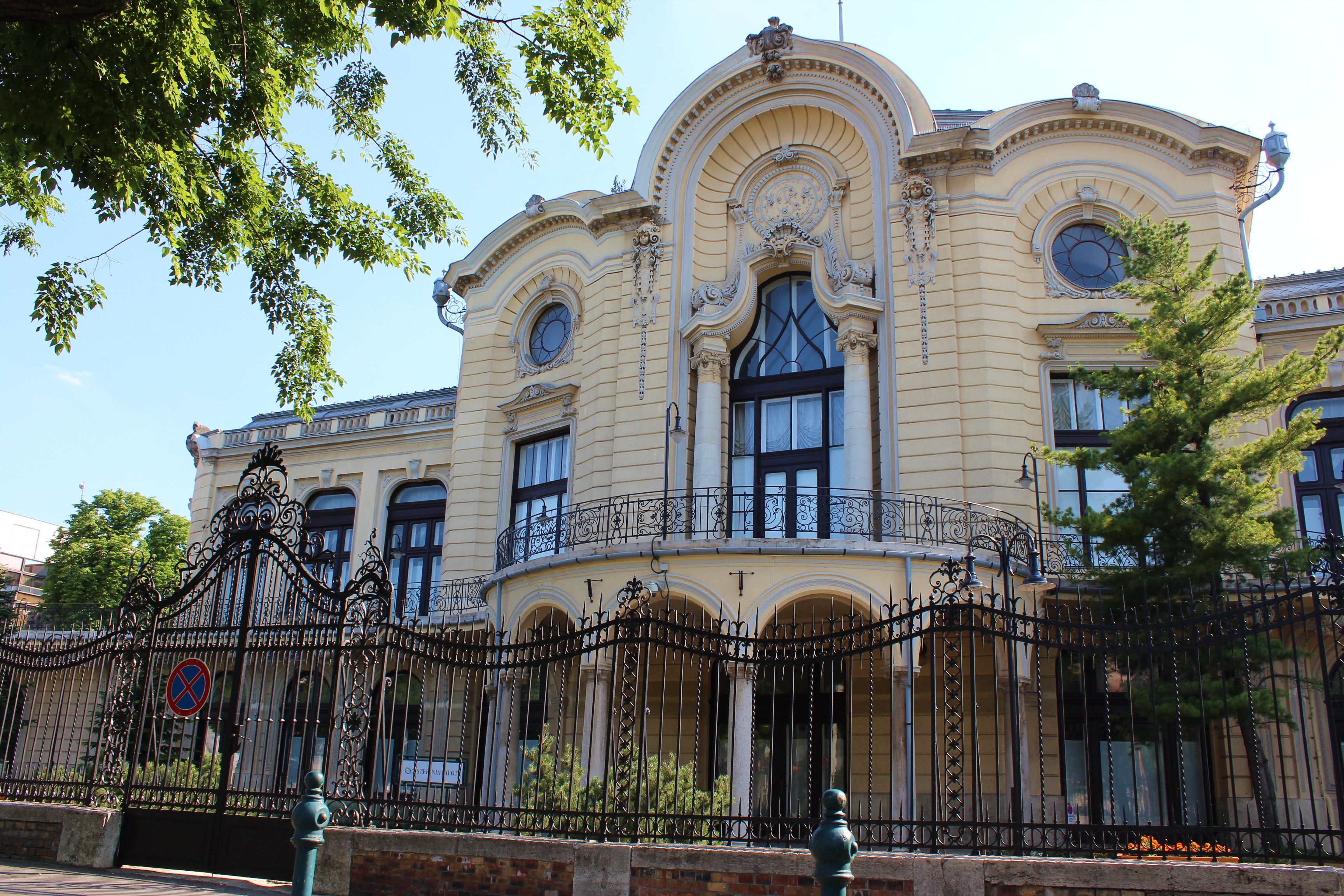
Stefánia Palota (Stefánia út 34–36.)

## Közlekedése
A 75-ös és 77-es trolibusz 1988-tól közlekedik a Stefánia úton.
Csomópontok
| #  | Kereszteződés    | Közlekedési lámpa | BKK megállók | Keresztező BKK járatok                                   |
| -- | ---------------- | ----------------- | ------------ | -------------------------------------------------------- |
| 1. | Hungária körút   | van               |              | 1, 1A 901, 918                                           |
| 2. | Ifjúság útja     | van               | 75, 77       |                                                          |
| 3. | Egressy út       | van               | 75           | 77                                                       |
| 4. | Thököly út       | van               | 72, 75 979   | 5, 7, 8E, 108E, 110, 112, 133E 907, 907A, 973, 973A, 979 |
| 5. | Ajtósi Dürer sor | van               | 75 979       | 74                                                       |